# Muhr (Salzburg)
Muhr osztrák község Salzburg tartomány Tamswegi járásában. 2019 januárjában 502 lakosa volt.

## Elhelyezkedése

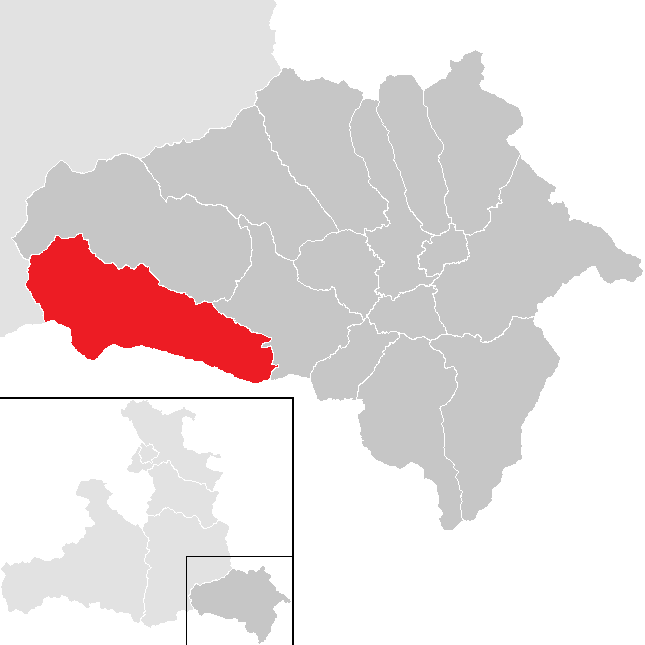
Muhr a Tamswegi járásban

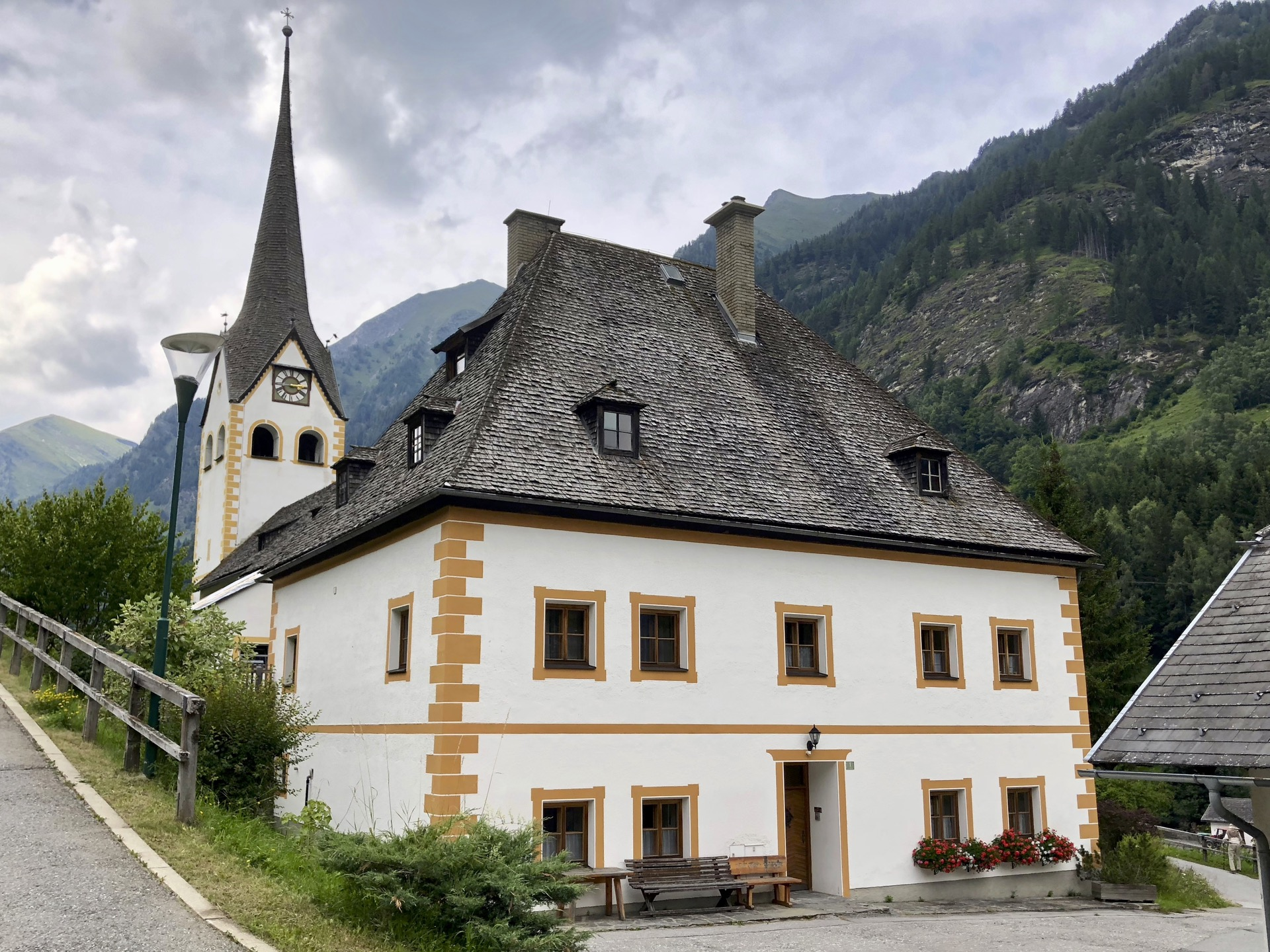
A Szt. Rupert-templom és a plébánia

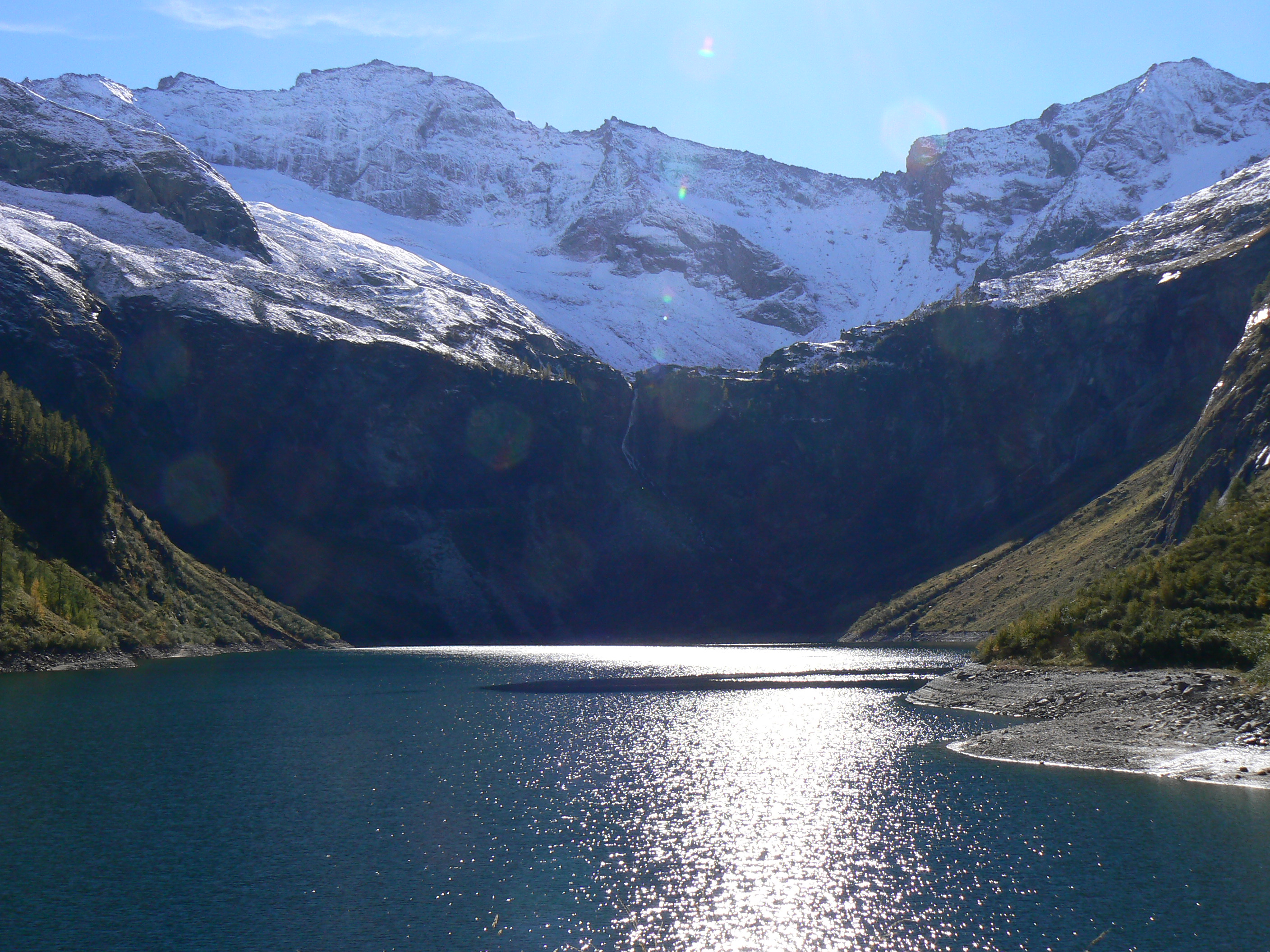
Az Unterer Rotgüldensee

Muhr Salzburg tartomány Lungau régiójában, a Mura mentén fekszik az északi Radstadti-Tauern és a déli Ankogel-csoport (Középső Keleti-Alpok) hegységei között. Legmagasabb pontja a salzburgi-karintiai határon lévő Große Hafner (3076 m). Az önkormányzat 3 településrészt és falut egyesít: Hintermuhr (82 lakos 2019-ben), Schellgaden (64) és Vordermuhr (356).
A környező önkormányzatok: nyugatra Hüttschlag, északra Zederhaus, keletre Sankt Michael im Lungau, délkeletre Rennweg am Katschberg, délnyugatra Malta (utóbbi kettő Karintiában).

## Története
A középkorban a Muhr-völgyben intenzív bányászat folyt. A 14. század közepén a salzburgi érsek már aranyat és arzént bányásztatott. A kitermelés a 16. században érte el csúcspontját, ekkorról 150 lelőhely neve ismert. A Szt. Rupert-templomot 1523-ban említik először. 1670-től külön segédlelkész látta el a muhri híveket, 1813-ban pedig megalakult az önálló egyházközség. Az aranybánya 1818-ra kimerült, de a Monarchia legnagyobb arzénbányája, a Rotgülden a 19. század végéig működött.
2018 októberében a megáradó Mura elárasztotta a község központját.

## Lakosság
A muhri önkormányzat területén 2019 januárjában 502 fő élt. A lakosságszám a csúcspontját 1981-ben érte el 747 fővel, azóta  csökkenő tendencia tapasztalható. 2017-ben a helybeliek 97,3%-a volt osztrák állampolgár; a külföldiek közül 2% a régi (2004 előtti), 0,6% az új EU-tagállamokból érkezett. 2001-ben a lakosok 97,8%-a római katolikusnak, 1,4% pedig felekezeten kívülinek vallotta magát.
A lakosság számának változása:

| 2016 | 526 |
| 2018 | 510 |

## Látnivalók
- a Szt. Rupert-plébániatemplom és a plébánia
- a hagyományos Sámson-felvonulás
- helyi szokás az ún. Prangstange - virágokkal díszített, több méter magas rúd - állítása a templom védőszentjének napján.

## Fordítás
- Ez a szócikk részben vagy egészben  a   Muhr (Salzburg) című német Wikipédia-szócikk ezen változatának fordításán alapul.  Az eredeti cikk szerkesztőit annak laptörténete sorolja fel. Ez a jelzés csupán a megfogalmazás eredetét és a szerzői jogokat jelzi, nem szolgál a cikkben szereplő információk forrásmegjelöléseként.